# Surplex
A düsseldorfi Surplex GmbH egy használt gépek kereskedelmére specializálódott, ipari aukciós ház. A vállalat használt gépeket és ipari berendezéseket vásárol és értékesít világszerte, online árveréseket hajt végre, továbbá szakvéleményeket és értékbecsléseket kínál. A korábbi, úgy nevezett New Economy olyan vállalkozásai közé tartozik, amelyek ma nyereségesek.

## Történet

### Alapítás
A Surplex.com AG vállalatot két testvér, Bruno és Florian Schick alapította 1999 végén, a dotcom-korszak tipikus induló vállalkozásaként. Egy olyan online-piactér kifejlesztése volt a kulcsgondolat, amely leegyszerűsíti a használt gépekkel történő kereskedést, és átlátszóbbá teszi a használt gépek erősen szegmentált piacát.
Ez az üzleti modell számos intézményi és privát befektetőt vonzott. Nemzetközi kockázati tőkekonzorciumok, mint a Carlyle Group vagy a francia Vivendi-csoport összesen mintegy 50 millió eurót adtak. Prominens privát befektetők, mint például Lars Schlecker, Lars Windhorst, Marc Schrempp vagy Paolo Fresco, a Fiat elnöke, is beszálltak a Surplexbe.
A Surplex B2B-platformja már az üzleti tevékenység megkezdésekor is vezető szerepet töltött be a használt gépek és berendezések forgalmazása terén, és 2001-ben a Forrester Research piackutató vállalat a legjobb platformnak minősítette. A Surplex 2006-ig .communicator címen adta ki a használt ipari cikkekkel világszerte legnagyobb szakmagazinját (példányszám: 45 000).

### Válság (2001–2003)
A dotcom-lufi kipukkanásával a Surplex.com AG is súlyos válságba került. Fiókvállalatokat zártak be, visszahelyezték a vállalat székhelyét Berlinből Düsseldorfba, és a kereken 140 munkahely legtöbbjét leépítették. 2003 márciusában Michael Werker vette át az üzletvezetést, aki a Deutz vállalattól – egy hagyományos gépgyártó konszerntől – jött a Surplexhez.

### Konszolidáció (2004–2009)
2004 és 2009 között folyamatosan továbbfejlesztették a surplex.com aukciós platformot. Azóta a Surplex nagy ipari aukciókat bonyolít le, pl. a Linde, ABB, ThyssenKrupp és Bayer vállalatok számára. Az először tisztán digitális üzleti modell a klasszikus gépkereskedelemben megszokott, analóg szolgáltatásokkal egészült ki. Michael Werker és Uli Stalter az online és offline szolgáltatások összekapcsolásának stratégiájával, a 2009-es év elején alapították a Surplex GmbH-t.

### Nemzetközi terjeszkedés (2010 óta)
A Surplex GmbH 2010 óta folyamatos növekedést könyvelhet el. A munkatársak száma 2020-ig 15-ről több mint 200-ra növekedett, míg a forgalom mintegy 100 millió euróra (2019) emelkedett. A 2013-es évben, az olasz Surplex Srl-lel sor került a Németországon kívüli első kirendeltség megalapítására. Ma (2020 novemberében) a Surplex 13 európai országban rendelkezik irodákkal, többek között Spanyolországban, Franciaországban és Nagy-Britanniában.
2020 nyara óta Michael Werker és Ulrich Stalter mellett harmadik ügyvezetőként a nemzetközi tapasztalatokkal rendelkező Ghislaine Duijmelings vezeti a vállalatot.
2024 augusztusában a Surplexet felvásárolta a TBAuctions, egy európai multibrand csoport (Troostwijk Auctions, Klaravik, Surplex, Auksjonen, PS Auctions, British Medical Auctions, Vavato és Auktionshuset dab) és digitális B2B aukciós platform.

## Termékek
2020-ban a 16 nyelvű aukciós platform képviseli a főtevékenységet. Több mint 500 aukció keretében évente több, mint 55 000 ipari cikk kerül értékesítésre. Ezek az ipari cikkek rendszerint üzembezárásokból, átszervezésekből vagy fizetésképtelenségből származnak. A Surplex közvetlen értékesítést kínál, valamint minden olyan offline szolgáltatást, amelyek a használt gépek globális kereskedelméhez szükségesek. Ide tartozik a leszerelés, a berakodás és a vámügyintézés. A Valuplex márkanéven a Surplex szakvéleményeket és értékbecsléseket készít.